# Método de promedios mayores
En política, los métodos de promedios mayores son un conjunto de fórmulas electorales utilizadas para asignar escaños en sistemas de representación proporcional por listas electorales.
Una alternativa a estos métodos son los métodos de resto mayor.

## Resumen
Los métodos de promedio mayor se basan en la división sucesiva del total de votos de cada lista por una serie de divisores. Esto produce una tabla de cocientes, o promedios, con una fila para cada divisor y una columna para cada lista. El escaño {\displaystyle n} se asigna a la lista cuya columna contiene el {\displaystyle n}-ésimo mayor cociente, hasta repartir todos los escaños.

## Métodos

### Método D'Hondt
El método más utilizado es el método D'Hondt, que utiliza los divisores 1, 2, 3, 4, etc. Este sistema tiende a dar a los partidos más grandes una fracción de los escaños ligeramente mayor que su fracción de votos. Así intenta garantizar que el partido con la mayoría de votos obtenga por lo menos la mitad de los escaños.
Un ejemplo donde este método está presente, es en España.

### Método Sainte-Laguë
El método Sainte-Laguë utiliza los números impares como divisores (1, 3, 5, 7, etc.). Se suele considerar más proporcional que el método D'Hondt. Este sistema tiende a favorecer a los partidos pequeños, y, por lo tanto, fomenta la escisión de partidos.
El método Sainte-Laguë se puede modificar incrementando el primer divisor a 1,4 para impedir que pequeños partidos obtengan su primer escaño "demasiado barato".

## Comparación entre elMétodo D'Hondty elMétodo Sainte-Laguë
El método D'Hondt y el método Sainte-Laguë permiten tomar diferentes estrategias para maximizar el número de escaños obtenidos por cierto partido. El método D'Hondt favorece la fusión de partidos, mientras que el método Sainte-Laguë favorece la escisión de partidos (el método Sainte-Laguë modificado reduce esta ventaja). En el siguiente ejemplo, utilizando D'Hondt los Amarillos y los Verdes combinados obtendrían un escaño adicional, mientras que utilizando Saint-Laguë los Amarillos ganarían dos escaños si se dividieran en seis listas con 7,833 votos cada una.

### Ejemplos
|           | Método D'Hondt        | Método D'Hondt        | Método D'Hondt        | Método D'Hondt        | Método D'Hondt        | Método D'Hondt        |                       | Método Sainte-Laguë (sin modificar) | Método Sainte-Laguë (sin modificar) | Método Sainte-Laguë (sin modificar) | Método Sainte-Laguë (sin modificar) | Método Sainte-Laguë (sin modificar) | Método Sainte-Laguë (sin modificar) |
| partidos  | Amarillos             | Blancos               | Rojos                 | Verdes                | Azules                | Rosas                 | Amarillos             | Blancos                             | Rojos                               | Verdes                              | Azules                              | Rosas                               |                                     |
| votos     | 47 000                | 16 000                | 15 900                | 12 000                | 6 000                 | 3 100                 | 47 000                | 16 000                              | 15 900                              | 12 000                              | 6 000                               | 3 100                               |                                     |
| divisores | cocientes             | cocientes             | cocientes             | cocientes             | cocientes             | cocientes             | cocientes             | cocientes                           | cocientes                           | cocientes                           | cocientes                           | cocientes                           | cocientes                           |
| 1         | 47 000                | 16 000                | 15 900                | 12 000                | 6 000                 | 3 100                 |                       | 47 000                              | 16 000                              | 15 900                              | 12 000                              | 6 000                               | 3 100                               |
| 2         | 23 500                | 8 000                 | 7 950                 | 6 000                 | 3 000                 | 1 550                 | 15 667                | 5 333                               | 5 300                               | 4 000                               | 2 000                               | 1 033                               |                                     |
| 3         | 15 667                | 5 333                 | 5 300                 | 4 000                 | 2 000                 | 1 033                 | 9 400                 | 3 200                               | 3 180                               | 2 400                               | 1 200                               | 620                                 |                                     |
| 4         | 11 750                | 4 000                 | 3 975                 | 3 000                 | 1 500                 | 775                   | 6 714                 | 2 857                               | 2 271                               | 1 714                               | 875                                 | 443                                 |                                     |
| 5         | 9 400                 | 3 200                 | 3 180                 | 2 400                 | 1 200                 | 620                   | 5 222                 | 1 778                               | 1 767                               | 1 333                               | 667                                 | 333                                 |                                     |
| 6         | 7 833                 | 2 667                 | 2 650                 | 2 000                 | 1 000                 | 517                   | 4 273                 | 1 454                               | 1 445                               | 1 091                               | 545                                 | 282                                 |                                     |
| escaños   | asignación de escaños | asignación de escaños | asignación de escaños | asignación de escaños | asignación de escaños | asignación de escaños | asignación de escaños | asignación de escaños               | asignación de escaños               | asignación de escaños               | asignación de escaños               | asignación de escaños               | asignación de escaños               |
| 1         | 47 000                |                       |                       |                       |                       |                       |                       | 47 000                              |                                     |                                     |                                     |                                     |                                     |
| 2         | 23 500                |                       |                       |                       |                       |                       |                       | 16 000                              |                                     |                                     |                                     |                                     |                                     |
| 3         |                       | 16 000                |                       |                       |                       |                       |                       |                                     | 15 900                              |                                     |                                     |                                     |                                     |
| 4         |                       |                       | 15 900                |                       |                       |                       | 15 667                |                                     |                                     |                                     |                                     |                                     |                                     |
| 5         | 15 667                |                       |                       |                       |                       |                       |                       |                                     |                                     | 12 000                              |                                     |                                     |                                     |
| 6         |                       |                       |                       | 12 000                |                       |                       | 9 400                 |                                     |                                     |                                     |                                     |                                     |                                     |
| 7         | 11 750                |                       |                       |                       |                       |                       | 6 714                 |                                     |                                     |                                     |                                     |                                     |                                     |
| 8         | 9 400                 |                       |                       |                       |                       |                       |                       |                                     |                                     |                                     | 6 000                               |                                     |                                     |
| 9         |                       | 8 000                 |                       |                       |                       |                       |                       | 5 333                               |                                     |                                     |                                     |                                     |                                     |
| 10        |                       |                       | 7 950                 |                       |                       |                       |                       |                                     | 5 300                               |                                     |                                     |                                     |                                     |

Utilizando el método Sainte-Laguë modificado, los métodos son inicialmente más similares:
|           | Método D'Hondt        | Método D'Hondt        | Método D'Hondt        | Método D'Hondt        | Método D'Hondt        | Método D'Hondt        |                       | Método Sainte-Laguë (modificado) | Método Sainte-Laguë (modificado) | Método Sainte-Laguë (modificado) | Método Sainte-Laguë (modificado) | Método Sainte-Laguë (modificado) | Método Sainte-Laguë (modificado) |
| partidos  | Amarillos             | Blancos               | Rojos                 | Verdes                | Azules                | Rosas                 | Amarillos             | Blancos                          | Rojos                            | Verdes                           | Azules                           | Rosas                            |                                  |
| votos     | 47 000                | 16 000                | 15 900                | 12 000                | 6 000                 | 3 100                 | 47 000                | 16 000                           | 15 900                           | 12 000                           | 6 000                            | 3 100                            |                                  |
| divisores | cocientes             | cocientes             | cocientes             | cocientes             | cocientes             | cocientes             | cocientes             | cocientes                        | cocientes                        | cocientes                        | cocientes                        | cocientes                        | cocientes                        |
| 1         | 47 000                | 16 000                | 15 900                | 12 000                | 6 000                 | 3 100                 |                       | 33 571                           | 11 429                           | 11 357                           | 8 571                            | 4 286                            | 2 214                            |
| 2         | 23 500                | 8 000                 | 7 950                 | 6 000                 | 3 000                 | 1 550                 | 15 667                | 5 333                            | 5 300                            | 4 000                            | 2 000                            | 1 033                            |                                  |
| 3         | 15 667                | 5 333                 | 5 300                 | 4 000                 | 2 000                 | 1 033                 | 9 400                 | 3 200                            | 3 180                            | 2 400                            | 1 200                            | 620                              |                                  |
| 4         | 11 750                | 4 000                 | 3 975                 | 3 000                 | 1 500                 | 775                   | 6 714                 | 2 857                            | 2 271                            | 1 714                            | 875                              | 443                              |                                  |
| 5         | 9 400                 | 3 200                 | 3 180                 | 2 400                 | 1 200                 | 620                   | 5 222                 | 1 778                            | 1 767                            | 1 333                            | 667                              | 333                              |                                  |
| 6         | 7 833                 | 2 667                 | 2 650                 | 2 000                 | 1 000                 | 517                   | 4 273                 | 1 454                            | 1 445                            | 1 091                            | 545                              | 282                              |                                  |
| escaños   | asignación de escaños | asignación de escaños | asignación de escaños | asignación de escaños | asignación de escaños | asignación de escaños | asignación de escaños | asignación de escaños            | asignación de escaños            | asignación de escaños            | asignación de escaños            | asignación de escaños            | asignación de escaños            |
| 1         | 47 000                |                       |                       |                       |                       |                       |                       | 33 571                           |                                  |                                  |                                  |                                  |                                  |
| 2         | 23 500                |                       |                       |                       |                       |                       | 15 667                |                                  |                                  |                                  |                                  |                                  |                                  |
| 3         |                       | 16 000                |                       |                       |                       |                       |                       | 11 429                           |                                  |                                  |                                  |                                  |                                  |
| 4         |                       |                       | 15 900                |                       |                       |                       |                       |                                  | 11 357                           |                                  |                                  |                                  |                                  |
| 5         | 15 667                |                       |                       |                       |                       |                       | 9 400                 |                                  |                                  |                                  |                                  |                                  |                                  |
| 6         |                       |                       |                       | 12 000                |                       |                       |                       |                                  |                                  | 8 571                            |                                  |                                  |                                  |
| 7         | 11 750                |                       |                       |                       |                       |                       | 6 714                 |                                  |                                  |                                  |                                  |                                  |                                  |
| 8         | 9 400                 |                       |                       |                       |                       |                       |                       | 5 333                            |                                  |                                  |                                  |                                  |                                  |
| 9         |                       | 8 000                 |                       |                       |                       |                       |                       |                                  | 5 300                            |                                  |                                  |                                  |                                  |
| 10        |                       |                       | 7 950                 |                       |                       |                       | 5 222                 |                                  |                                  |                                  |                                  |                                  |                                  |